# Atlin River
Atlin River är ett vattendrag i Kanada.   Det ligger i provinsen British Columbia, i den västra delen av landet, 4 100 km väster om huvudstaden Ottawa. Atlin River ligger vid sjön Tagish Lake.
I omgivningarna runt Atlin River växer i huvudsak barrskog. Trakten runt Atlin River är nära nog obefolkad, med mindre än två invånare per kvadratkilometer.